# ميتاكس
ميتاكس أو ميتاكس بوفوسيان (ولدت في 23 ديسمبر 1926- توفيت في 10 أغسطس 2014 يريفان) شاعرة أرمينية، كاتبة، مترجمة وناشطة عامة. كانت عضوا لدى المجلس الاستشاري لإتحاد الكتاب بأرمينيا.

## السيرة الذاتية

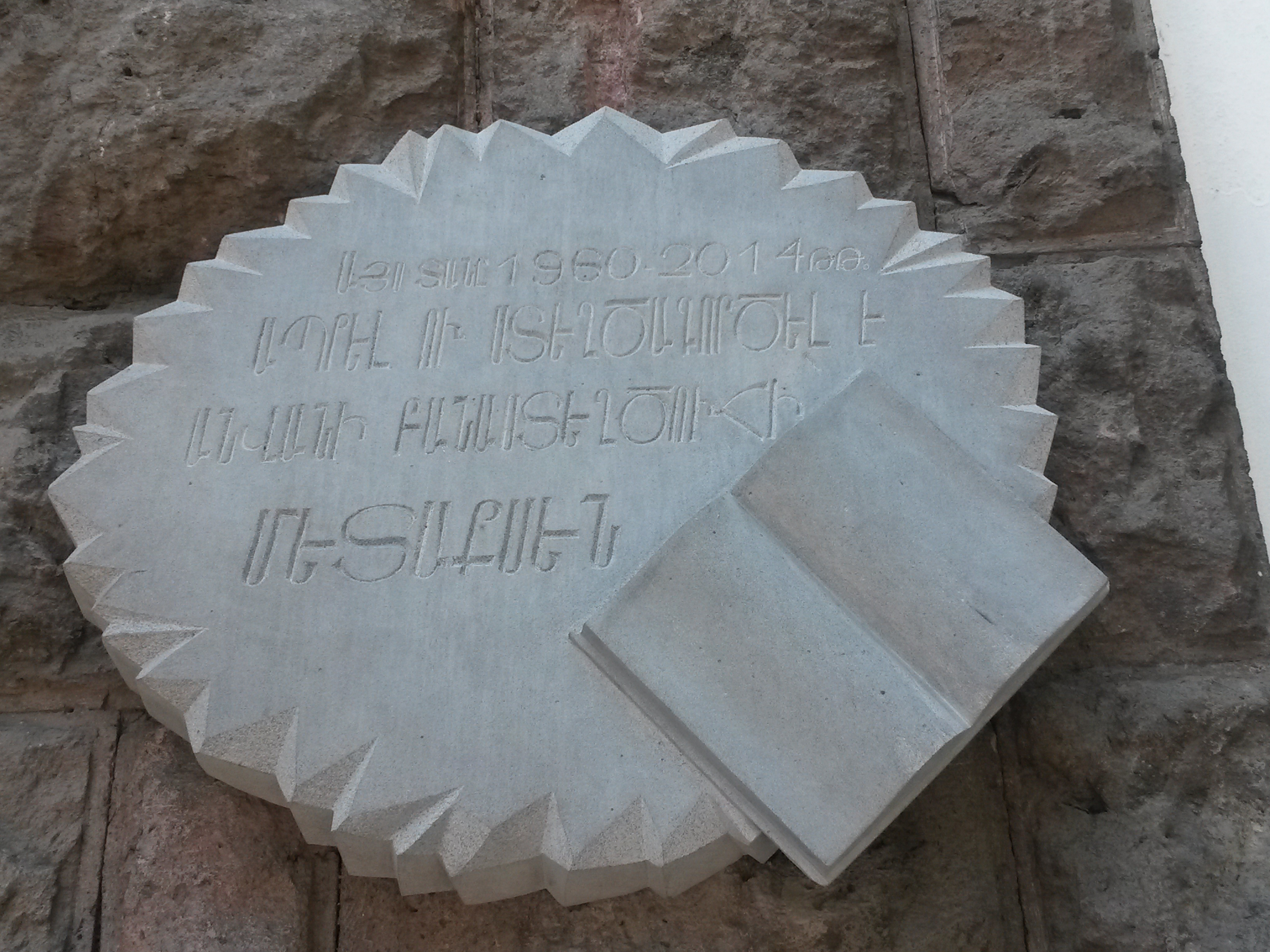
صحيفة معدنية لميتاكس بشارع تيجران ميتس، يريفان

ولدت في أرتيك، ألفت ميتاكس العديد من الكتب الشهيرة منها مجموعات قصائد عن (الشباب، صحة المرأة، ومحادثة مع العالم). في 2006 نُشرت مصير المراة، مقتطفات من أعمالها المختارة. تُرجمت أشعارها إلى الإنجليزية، الفرنسية، اليابانية، البلغارية، الصربية، الأسبانية ولغات أخرى على يد بيلا أكهماديلينا، ديسانكا مكسيموفيتش، ديانا دير هوفانيسيان وأخرين. بعد زلزال أرمينيا 1988 أصبحت نائب رئيس صندوق «الأمومة» الخيري، كما أنها داعمة لأعضاء الجيش الأرميني (الإناث) خلال حرب مرتفعات قرة باغ. بعد ذلك قامت بتأليف مذكرة بعنوان كيف رأيت أرتاساك.
كانت على صلة وطيدة مع الشاعر الأرميني الشهير هوفانيس شيراز وباروير سِواك. وقد وصفها ارتيم سركسيان بأنها "واحدة من أبرز الشخصيات في الشعر الأرميني الحديث.
تمثل أم الشعر الأرميني الشهير ليليت.
توفيت ميتاكس في 10 أغسطس 2014 عن عمر يناهز 88 عام في يريفان.